# 살라시 (라트비아)

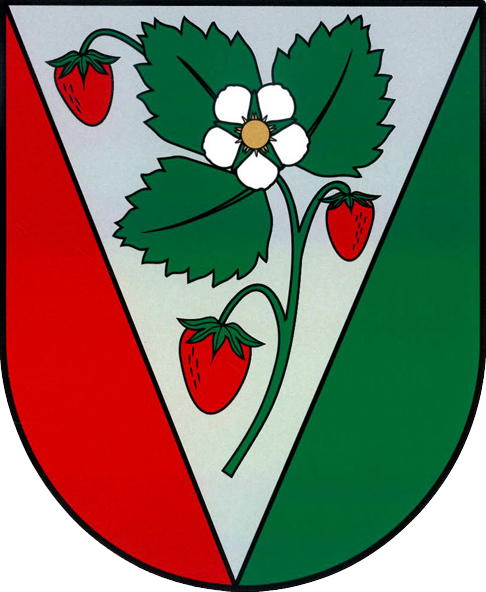
시 문장

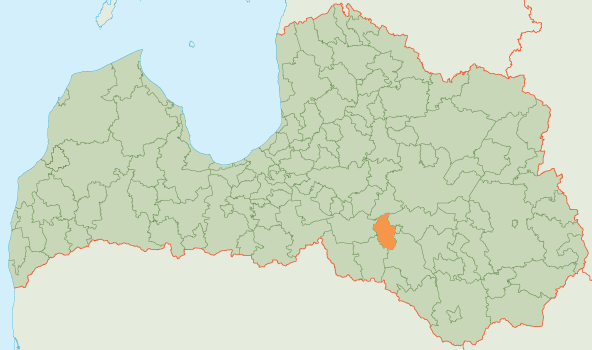
살라 시의 위치

살라시(라트비아어: Salas novads)는 라트비아의 지방 자치체로 행정 중심지는 살라이며 면적은 318.1km2, 인구는 4,415명(2009년 기준), 인구 밀도는 14명/km2이다. 2개 교구를 관할한다.